# Estación de San Vicente de Alcántara
San Vicente de Alcántara es una estación de ferrocarril situada en el municipio español de San Vicente de Alcántara, en la provincia de Badajoz. En la actualidad las instalaciones cuentan con servicios limitados de Media Distancia ofrecidos por Renfe.

## Situación ferroviaria
Según Adif la estación se encuentra en el punto kilométrico 407,8 de la línea férrea 500 de la red ferroviaria española que une Madrid con Valencia de Alcántara, entre las estaciones de Arroyo-Malpartida y de Valencia de Alcántara. Este kilometraje se corresponde con el trazado clásico entre Madrid y la frontera portuguesa por Talavera de la Reina y Cáceres.

## Historia
La estación fue inaugurada el 15 de octubre de 1880 con la apertura al tráfico del tramo Cáceres-Valencia de Alcántara de la línea que pretendía prolongar la línea Madrid-Malpartida de Plasencia hasta la frontera portuguesa por Cáceres y Valencia de Alcántara buscando así un enlace con Portugal más directo al ya existente por Badajoz. Las obras corrieron a cargo de la Compañía de los Ferrocarriles de Madrid a Cáceres y Portugal. A pesar de contar con este importante trazado que tenía en Madrid como cabecera a la estación de Delicias la compañía nunca gozó de buena salud financiera siendo intervenida por el Estado en 1928 quien creó para gestionarla la Compañía Nacional de los Ferrocarriles del Oeste. En 1941, con la nacionalización de la totalidad de la red ferroviaria española la estación pasó a ser gestionada por RENFE. Desde el 31 de diciembre de 2004 Renfe Operadora explota la línea mientras que Adif es la titular de las instalaciones ferroviarias.

## Servicios ferroviarios
En esta estación efectúan parada trenes regionales que unen Valencia de Alcántara con Cáceres. Este servicio se presta únicamente los miércoles, viernes y domingos con frecuencia de 1 tren por sentido.
| Línea MD | Trenes   | Origen/Destino |  | Destino/Origen        |
| -------- | -------- | -------------- |  | --------------------- |
| 52       | Regional | Cáceres        |  | Valencia de Alcántara |